# Кубок России по современному пятиборью 2012
Кубок России среди мужчин был проведен в Москве с 7 по 10 марта 2012 года.
В первый день программы прошли два полуфинала, определившие 36 спортсменов, которые 9 и 10 марта продолжили борьбу за почетный трофей.

## Полуфинальные соревнования
Полуфинальные турниры прошли практически без неожиданностей. Сюрпризом стало только 20-е место Артёма Недова в полуфинале «А». Остальные фавориты после дня отдыха приняли старт в финальной части соревнований.
- ТЕХНИЧЕСКИЕ РЕЗУЛЬТАТЫ.

Полуфинал «А».
1. Александр Савкин (Москва) — 4500.
2. Валерий Овчаров (Москва) — 4424.
3. Дмитрий Суслов (Санкт-Петербург) — 4412.
Полуфинал «Б».
1. Максим Кустов (Москва) — 4468.
2. Семен Бурцев (Москва) — 4444.
3. Алексей Лебединец (Самарская область) — 4420.

## Финал
Кубок России выиграл Семён Бурцев
Кубок России среди мужчин, проходивший в Москве, завершился победой Семёна Бурцева, который на 20 очков опередил калининградца Максима Шерстюка и на 48 — москвича Максима Кузнецова.
- 9 марта 2012 года.

Москвич Максим Кустов захватил лидерство после первого дня Кубка России среди мужчин. После трех видов программы Кустов набрал 3416 очков. Он на 40 очков опережает идущего вторым самарца Николая Яськова, и, таким образом, стартует в завтрашнем комбайне на 10 секунд раньше его. Занимающий третье место Максим Шерстюк из Калининграда уступает Кустову уже 15 секунд. Обладатель Кубка России станет известен 10 марта после комбайна, который пройдет в ЛФК ЦСКА.
Положение после трех видов.
1. Максим Кустов (Москва) — 3416.
2. Николай Яськов (Самарская область) — 3376.
3. Максим Шерстюк (Калининградская область) — 3356.
4. Дмитрий Лукач (Самарская область) — 3352.
5. Александр Владзиевский (Московская область) — 3340.
6. Максим Кузнецов (Москва) — 3316.
10. Михаил Бурцев (Москва) — 3284.
- 10 марта 2012 года. Легкоатлетический манеж им. В. Куца (ЦСКА).

После трех видов программы Бурцев занимал только десятое место, уступая лидировавшему Максиму Кустову 132 очка, и на дистанцию комбайна ушел через 34 секунды после него. Однако успешное выступление в этом виде программы, где Семён стал лучшим среди всех 36 финалистов, позволило ему опередить конкурентов и завоевать Кубок России.
Командный турнир завершился победой команды Московской области, которая в упорной борьбе с командами Самарской области и Москвы завоевала звание победителя Кубка России.
Итоговые результаты.
Личное первенство. Финал.
1. Семён Бурцев (Москва) — 5772.
2. Максим Шерстюк (Калининградская область) — 5752.
3. Максим Кузнецов (Москва) — 5724.
4. Андрей Панькин (Московская область / Башкортостан) — 5692.
5. Дмитрий Лукач (Самарская область) — 5628.
6. Валерий Овчаров (Москва) — 5604.
Командное первенство.
1. Московская область (Андрей Панькин, Александр Владзиевский, Игорь Малюченко) — 16 840.
2. Самарская область (Дмитрий Лукач, Николай Яськов, Алексей Лебединец) — 16 784.
3. Москва (Кузнецов, Александр Савкин, Максим Кустов) — 16 728.
4. Нижегородская область — 16 240.
5. Башкортостан — 16 204.
6. Ростовская область — 14 924.